# Hvozdík lesklý
Hvozdík lesklý (Dianthus nitidus) je trvalá rostlina z čeledi hvozdíkovité (Caryophyllaceae). Podle IUCN je klasifikovaný jako téměř ohrožený.

## Rozšíření
Druh se dělí na dva poddruhy:
- Dianthus nitidus nitidus – vyskytuje se pouze na území Slovenska. Je omezen na pohoří Malá Fatra, Velká Fatra, Chočské vrchy, Strážovské vrchy, Západní Tatry (v okolí Šivého vrchu). V Polsku nebyl výskyt potvrzen, i když je tam chráněn.[2]
- Dianthus nitidus lakusicii – vyskytuje se v Srbsku a Černé Hoře.

## Popis
Vytváří hustý porost, na kterém rostou kvetoucí výhonky vysoké 10 až 30 cm s pěti růžovými okvětními lístky. Lodyha nemá větve, je holá. Kvete v červenci a srpnu, opylují ji převážně motýli. Roste na skalách při nízkých travních porostech. Roste v nadmořské výšce 1 360–1 675 m n. m., pouze na vápencovém podkladu.